# Conde de Egmont

Lamoral

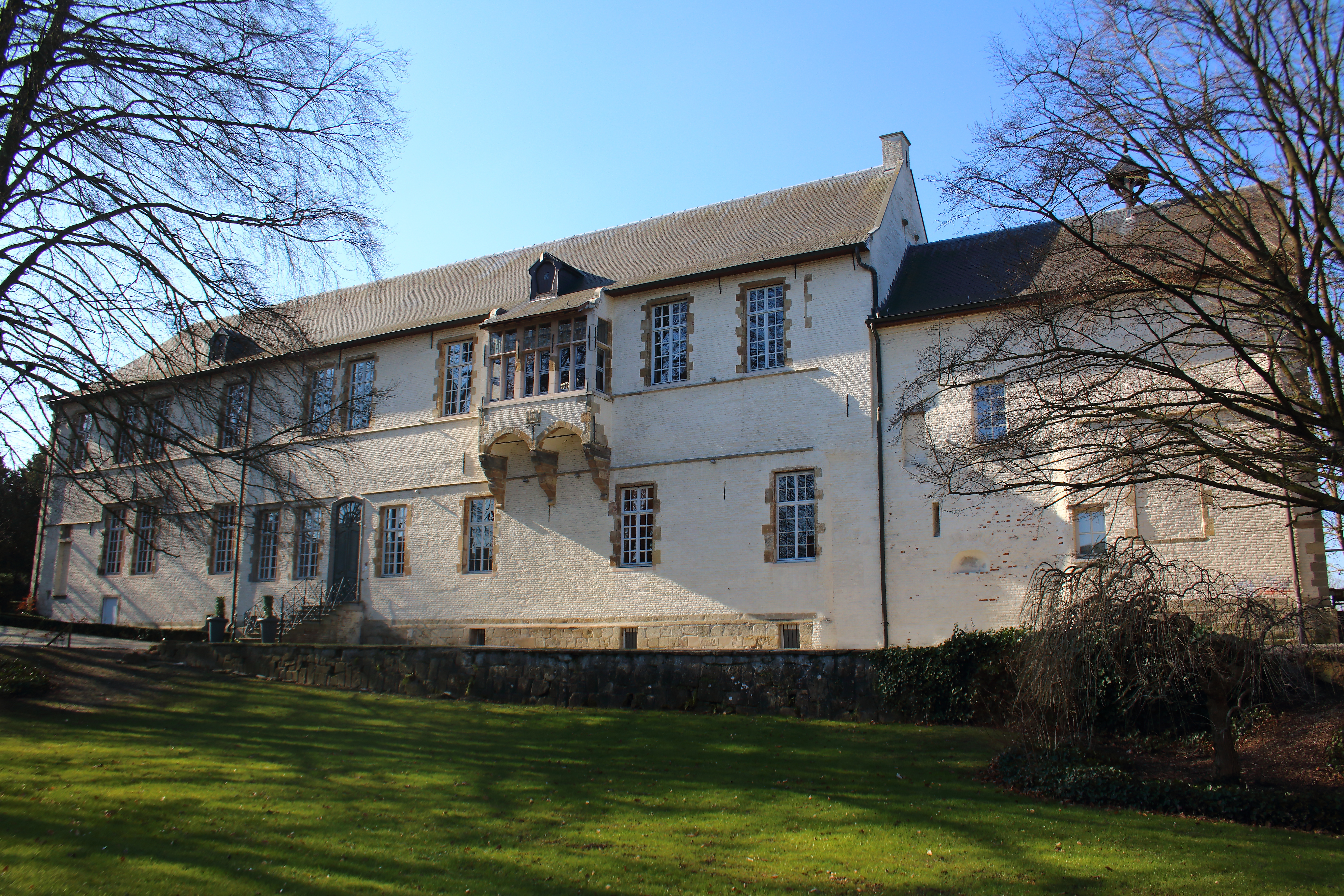
Castillo de Egmont en Zottegem, Flandes Oriental,Bélgica

Lamoral, conde de Egmont (18 de noviembre de 1522-5 de junio de 1568), general y hombre de Estado de Flandes, Consejero de Carlos V y caballero de la Orden del Toisón de Oro.

## Biografía
El conde de Egmont era descendiente de una de las familias más ricas de los Países Bajos y primo del rey Felipe II por parte de su madre. Durante su juventud recibió educación militar en España. En 1542 heredó las propiedades de su hermano mayor, Carlos en la provincia de Holanda.
En 1554 representó al rey Felipe II de España en la primera ceremonia simbólica de su desposamiento con María Tudor. Al servicio de la Corona española derrotó al ejército francés en la batalla de San Quintín en 1557 y en la batalla de Gravelinas en 1558. Fue nombrado estatúder de Flandes y Artois en 1559.
Junto con Guillermo de Orange y el conde de Horn protestó por la implantación de la Inquisición en los Países Bajos por el cardenal Granvela, obispo de Arras. Egmont se dirigió en 1565 a la corte de Felipe II en Madrid para abogar por un cambio en la política religiosa del rey en los Países Bajos, donde se le entretuvo durante meses y se le hizo creer que sus gestiones estaban dando resultado. Con la decisión del rey de no permitir la libertad religiosa de sus súbditos flamencos, Egmont se fue distanciando del monarca.
Tras el estallido de los excesos iconoclastas de 1566 en Amberes (ola de destrucción de iglesias católicas en Flandes), que Egmont deploró como católico, el rey envió a Fernando Álvarez de Toledo y Pimentel, III duque de Alba de Tormes, a Bruselas al frente de un ejército para perseguir a los culpables. Tras su llegada, el duque citó a Egmont y al conde de Horn el 8 de septiembre de 1567 para informarles de las instrucciones del rey, los arrestó y los condenó a muerte por traición, a pesar de que siempre manifestaron su lealtad al rey. Fueron decapitados en la Plaza Mayor de Bruselas el 5 de junio de 1568. El conde de Egmont fue enterrado en la cripta de Egmont en Zottegem, ciudad belga donde se encuentran sus dos estatuas, su castillo de Egmont y su museo de Egmont. El propio duque de Alba, quien era amigo del conde de Egmont, solicitó al rey Felipe una pensión para su viuda. 

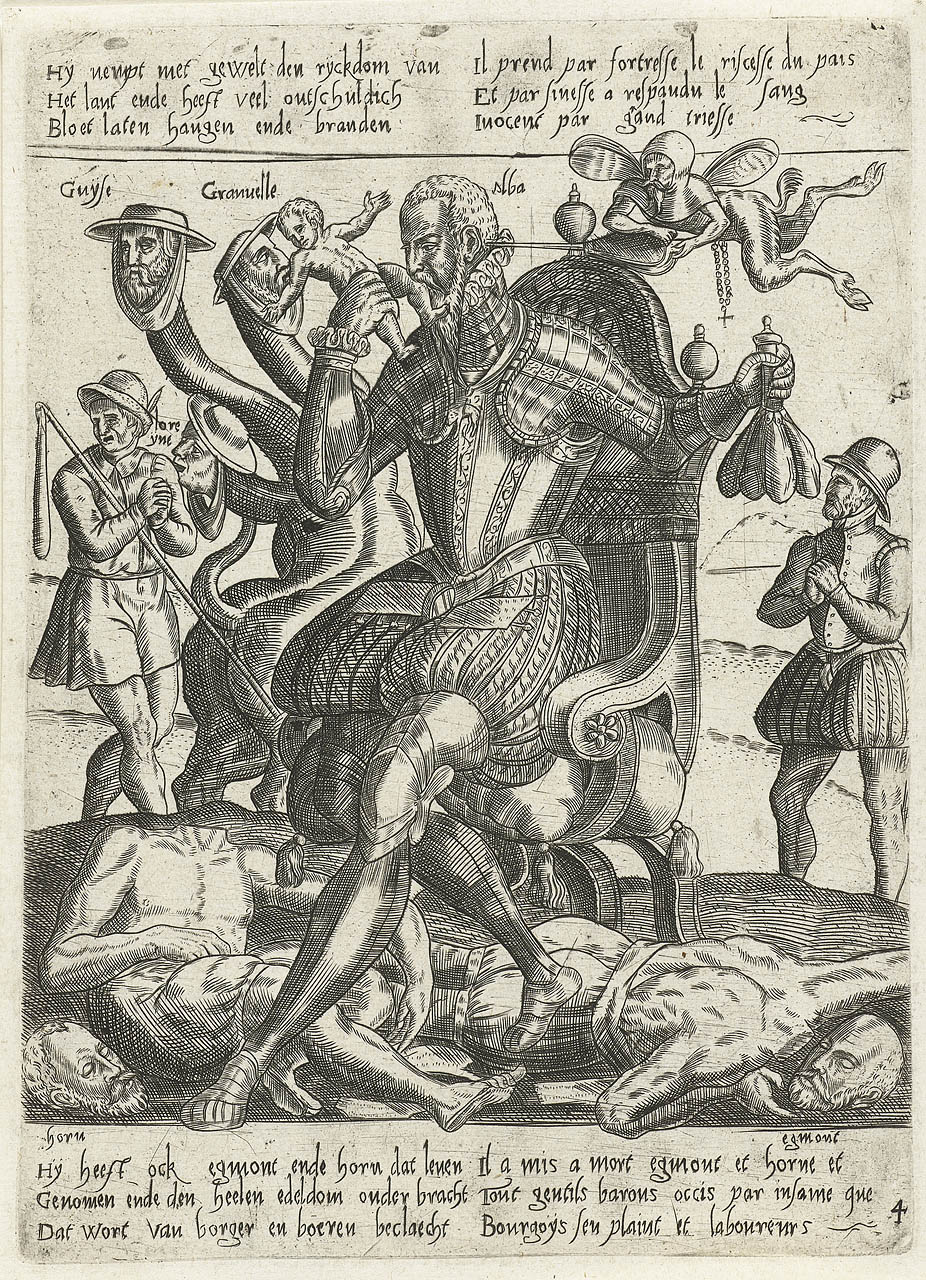
Propaganda holandesa antiespañola del siglo XVI, donde aparece el Duque de Alba sentado sobre los cuerpos decapitados del Conde de Horn y de Egmont; comiéndose a un niño y sosteniendo pagos obtenidos por corrupción, en un intento de alimentar el rechazo de la población local hacia el gobierno hispano.

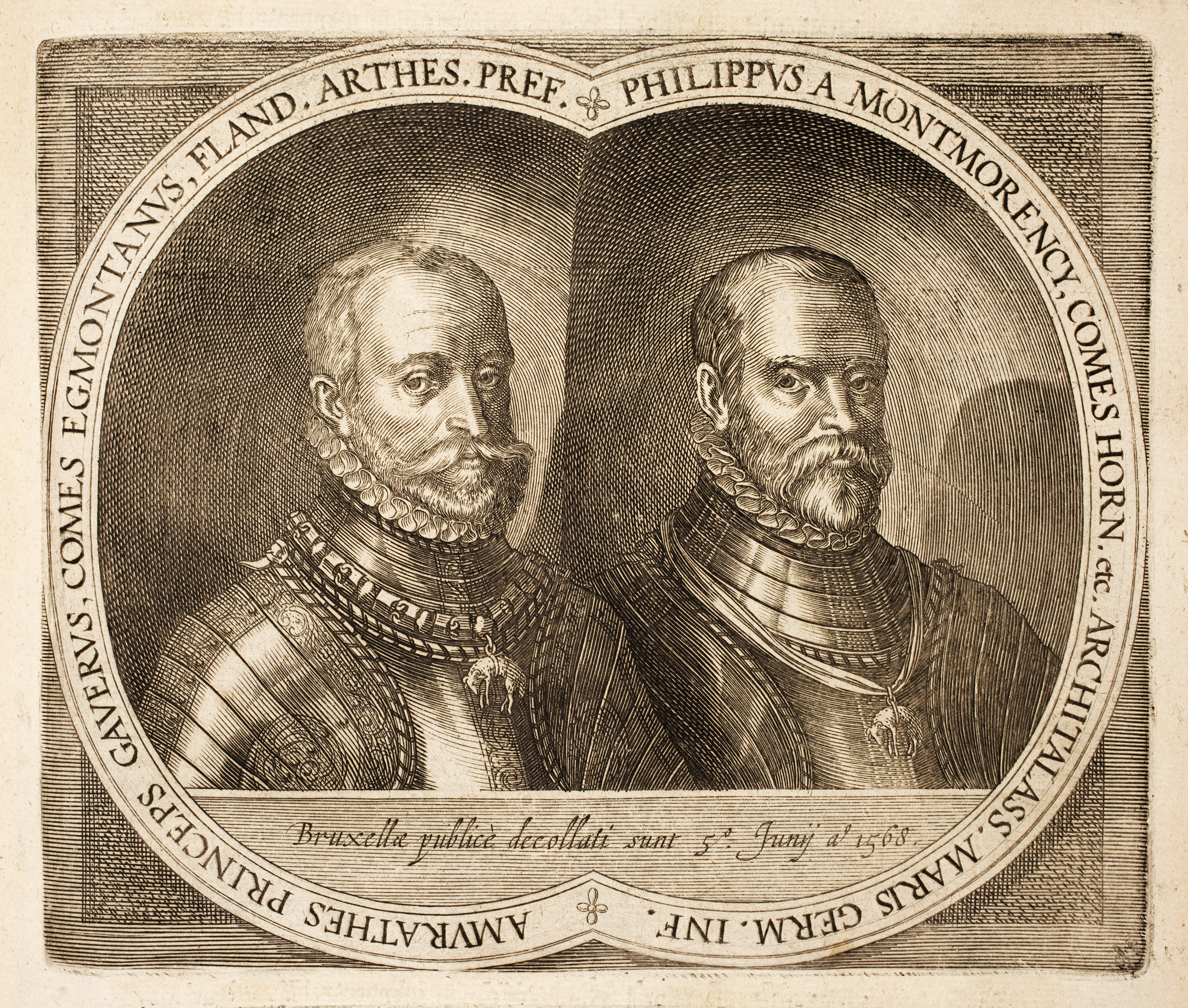
Retratos del conde de Egmont y del Conde de Horn (1621), juzgados y ejecutados en el Tribunal de los Tumultos de 1568.

Basándose en su vida, Goethe compuso una tragedia con el mismo nombre a la que le puso música Beethoven. Véase Egmont (Beethoven) para su descripción.

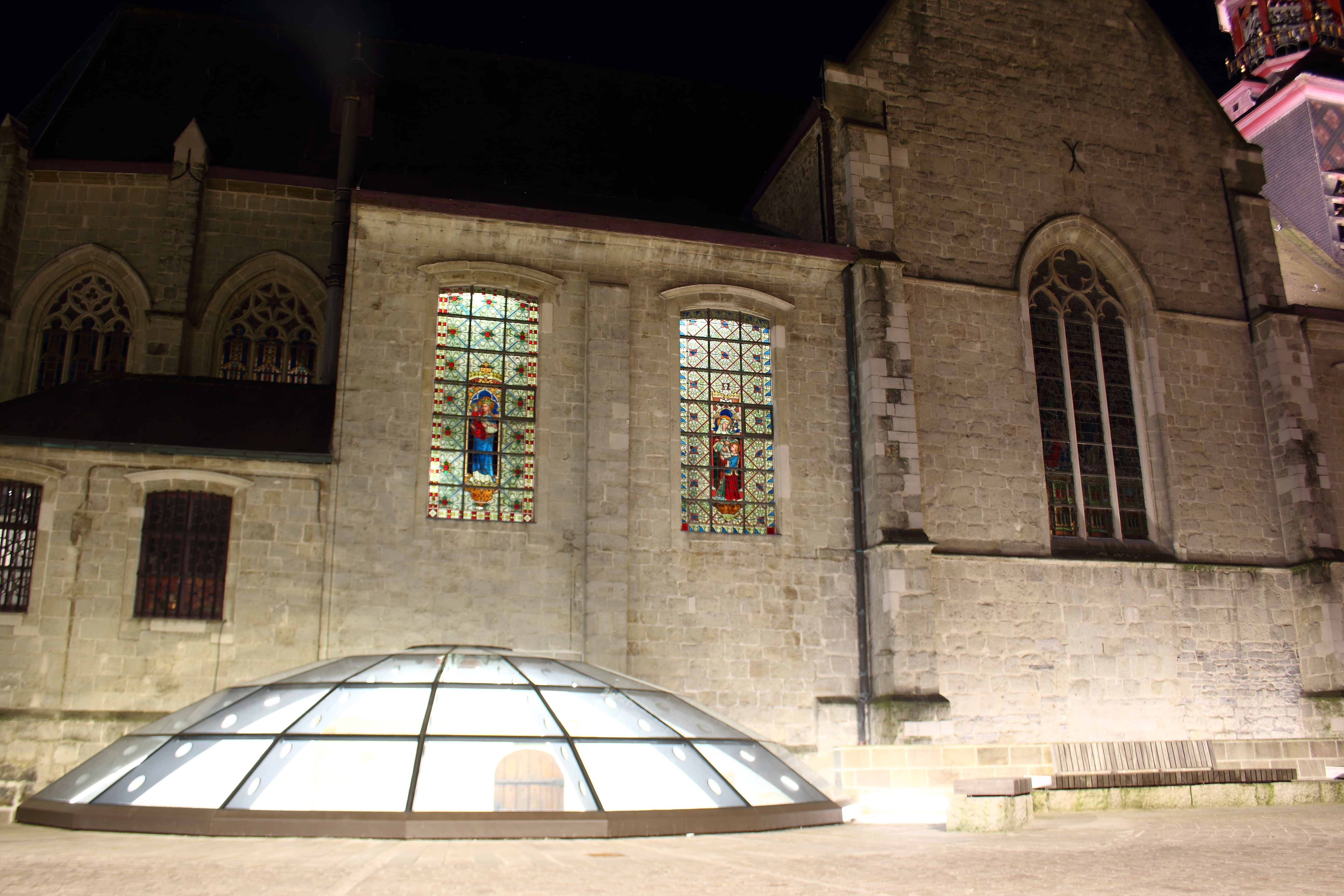
Cripta de Egmont en Zottegem, Bélgica